# Galina Georgijewna Zarjowa
Galina Georgijewna Zarjowa (russisch Гали́на Гео́ргиевна Царёва; * 19. April 1950 in Welikije Luki) ist eine ehemalige sowjetische Bahnradsportlerin und sechsfache Weltmeisterin im Sprint.
Zwischen 1969 und 1980 dominierte Galina Zarjowa den Frauen-Sprint auf der Bahn. Sechsmal wurde sie Weltmeisterin (1969 in Brno, 1970 in Leicester, 1971 in Varese, 1977 in San Cristobal, 1978 in München und 1979 in Amsterdam). Zudem wurde sie einmal Vize-Weltmeisterin (1980 in Besançon) sowie einmal Dritte (1974 in Montreal).
1989 gelang Zarjowa noch einmal ein Sieg beim Sprint-Klassiker Grand Prix de Paris, nachdem sie 1987 bei diesem Rennen Dritte geworden war.
Galina Zarjowa ist mit dem russischen Radsport-Trainer Alexander Kusnezow verheiratet, der 1969 Weltmeister in der Mannschaftsverfolgung war. Ihre Söhne sind die Radrennfahrer Nikolai und Alexei Kusnezow. Ihre Tochter ist die Tennisspielerin Swetlana Kusnezowa.